# Wild Joe Sailing Team
A Wild Joe Sailing Team rangos, nyílt tengeri – azaz offshore – versenyeken rendszeresen induló magyar vitorláscsapat.

## Történet
2010-ben Ausztráliából Európába, az Adriára költözött a Wild Joe nevű, IRC kategóriában kifejezetten sikeres hatvanlábas versenyhajó. A Reichel-Pugh tervezésű vitorlás 2002-ben épült Bob Oatley részére, és Wild Oats IX. néven versenyezett, majd Oatley 2004-ben eladta, új tulajdonosai ekkor keresztelték át Wild Joe-ra. A magyar csapat vezetője és a hajó skippere Józsa Márton.

## Eredmények
A Wild Joe Sailing Team első sikerét a Giraglia Rolex Cup-on szerezte 2010-ben, melynek négy részből álló szuperkombináció-versenyének élén végzett. A végeredményt a San Remo-St.Tropez előfutam, két inshore futam és a Giraglia hosszútáv futamának összesített eredménye adta. A Wild Joe Sailing Team kategóriája, az IMA Group győztese is lett az olasz és a német csapatokat megelőzve.